# Risotto
Le risotto (prononcé : [riˈzɔtto]) est une réduction d'un bouillon (brodo en italien) de riz cuit avec divers ingrédients. On lui donne généralement comme origine le Nord de l'Italie. Le safran est à l'origine utilisé pour relever le goût et son usage est reconnaissable grâce à sa coloration jaune,.
En Italie, le risotto est normalement un plat servi avant le plat principal, mais le risotto alla milanese est souvent servi avec l'ossobuco alla milanese comme plat principal.

## Histoire

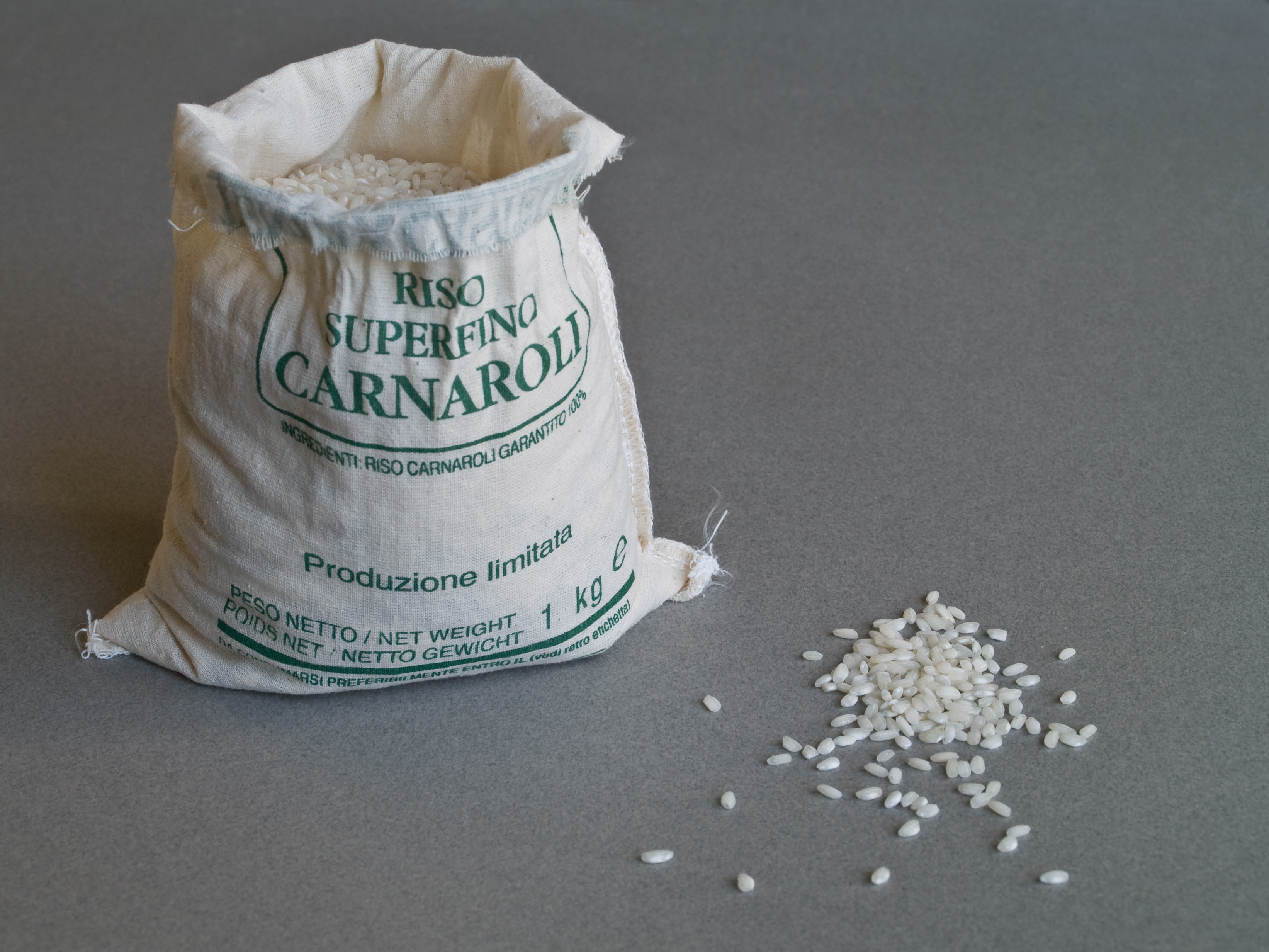
Riz de variété Carnaroli.

Dans le Nord de l'Italie, une des premières notices faisant référence à la culture du riz est une lettre de Galéas Marie Sforza, datée du 27 septembre 1475, envoyée au duc de Ferrare et concernant douze sacs de riz.
Le riz est cultivé dans le sud de l'Italie depuis le XIVe siècle, et sa culture a fini par atteindre Milan, dans le nord. Si, selon une légende, un jeune apprenti verrier de la Fabbrica del Duomo di Milano, originaire des Flandres, qui utilisait le safran comme pigment, l'ajouta à un plat de riz lors d'une fête de mariage, la première recette identifiable comme un risotto date de 1809. Elle comprend du riz sauté dans du beurre, des saucisses, de la moelle osseuse, des oignons avec un bouillon chaud auquel on ajoute progressivement du safran. Il existe une recette pour un plat nommé comme un risotto dans le Trattato di cucina (« Traité de cuisine ») de 1854 de Giovanni Vialardi, chef adjoint des rois. Cependant, la question de savoir qui a inventé le risotto à Milan reste aujourd'hui sans réponse.
Apprécié particulièrement par Stendhal, le risotto est cité dans la littérature francophone dès 1818.

## Caractéristiques
Le principe de cuisson ressemble à celui du riz pilaf, qui consiste à d'abord faire légèrement revenir le riz dans une matière grasse (la tostatura, la torréfaction) avant la cuisson avec du liquide (souvent un bouillon de légumes, champignon, viande ou poisson). Cependant, le risotto diffère du riz pilaf par le fait que le liquide est ajouté par petites quantités successives (environ 7 mouillages) et progressivement absorbé jusqu'à cuisson complète.
Ce mode de  cuisson est également appelé cuisson « à la fidé » en Savoie.

### Riz à risotto

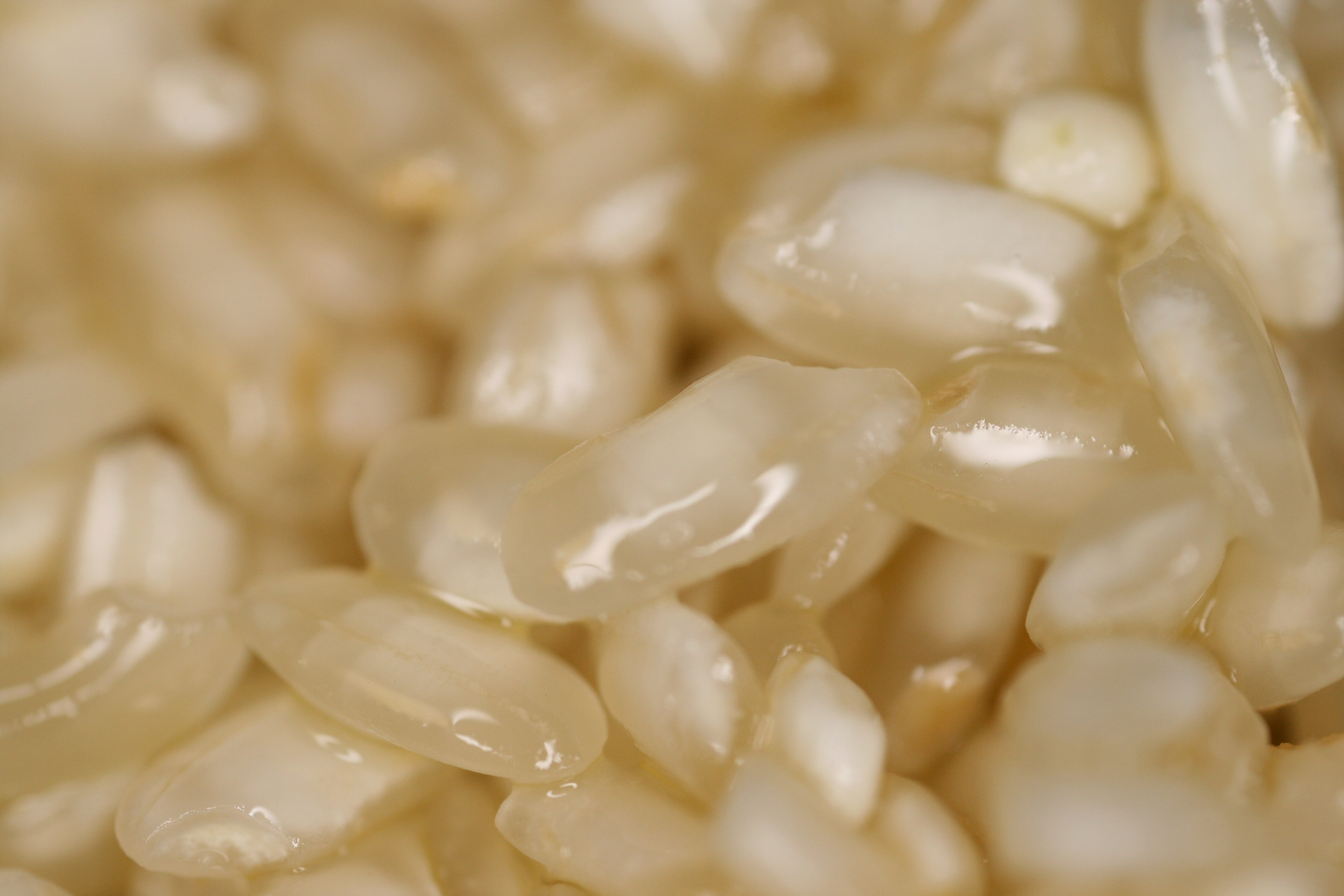
Vue rapprochée de la variété Arborio.

Le risotto repose sur l'emploi de riz spéciaux, riches en amidon et évidemment non étuvés, composés de grains petits et charnus. À la cuisson, ils restent en partie fermes et jamais pâteux. Ils présentent aussi la capacité de s'imprégner des arômes du bouillon. Parmi les nombreuses variétés italiennes de riz, l'Arborio, le Vialone Nano ou Maratelli (semifini) et le Carnaroli (superfino) sont traditionnellement les plus courantes et les plus appréciées par les chefs de cuisine. Mais il existe aussi le Ribe, l'Arieti, le Zenit ou le Veneria.

### Préparation

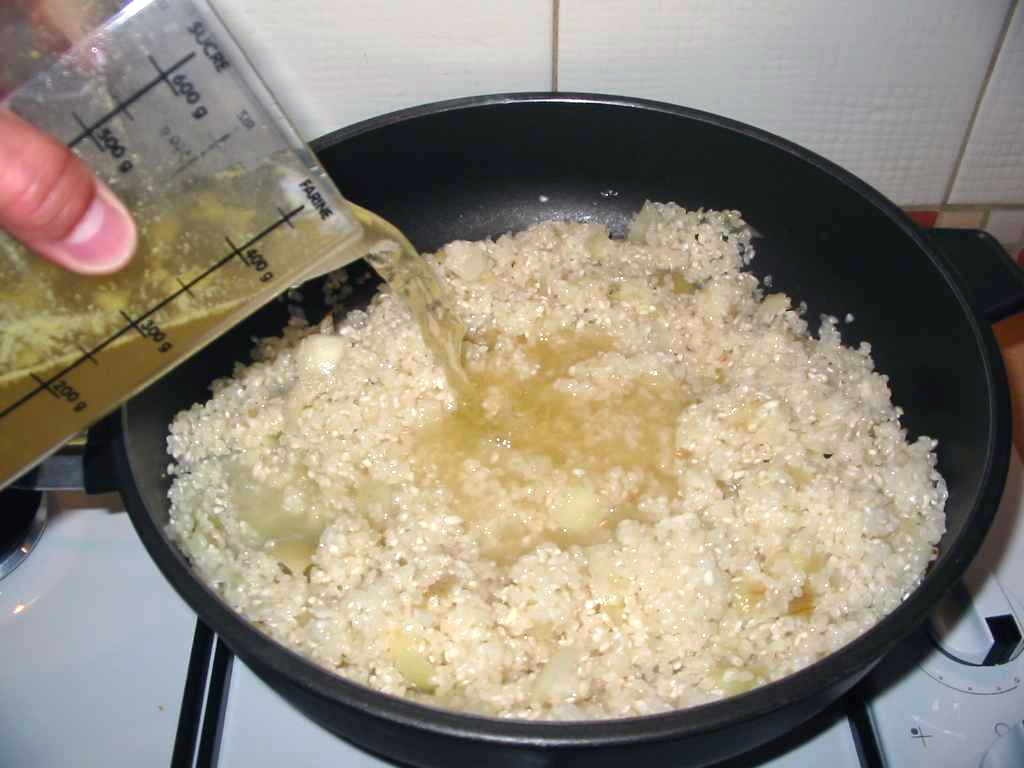
Mouillage du risotto.

La préparation du risotto commence par le suage des oignons, puis le "nacrage" du riz, avant l'ajout de vin, et, ensuite, des adjonctions successives de petites quantités de bouillon chaud.
Les recettes diffèrent : parfois, le bouillon est ajouté après avoir fait revenir le riz dans des oignons fondus dans du beurre (recette du Val Pô) ou de la moelle de bœuf (recette milanaise) ou de l'huile d'olive (plus souvent utilisée dans le Sud de l'Italie). Le premier mouillage du risotto se fait au vin blanc (parfois au vin rouge ; le vin ne doit pas être trop tannique). La fin de cuisson, dont la durée est typiquement de 18 minutes, consiste à mantecare, c'est-à-dire à mélanger au riz une grosse noix de beurre et du parmesan râpé, et à couvrir pendant deux minutes. Ceci achève d'apporter une consistance crémeuse au plat, dont la liaison est initialement apportée par l'amidon du riz.
Une multitude de variations sont ensuite possibles quant aux ingrédients ajoutés ou le degré de mouillage final. Il est servi en Italie comme primo piatto, équivalent à une entrée. Il existe une autre méthode de préparation du risotto qui ne tient pas compte de la tostatura ; on parle alors de « préparation vénitienne », et le service se fait all'onda, c'est-à-dire plus mouillé que le risotto traditionnel. Les risottos se déclinent en de nombreuses variétés. On choisira de mouiller avec un bouillon de viande et de légumes pour les risotti aux champignons, aux légumes ou à la viande, et avec un fumet de poisson pour ceux aux fruits de mer ou au poisson.
Il existe aussi des variantes sucrées servies en dessert.

### Recettes sur Wikilivres
- Risotto à la milanaise
- Risotto au poulet
- Risotto de saumon
- Risotto au noir